# Kommunistischer Student innenverband – Linke Liste
Der Kommunistische Student_innenverband – Linke Liste (Kurzbezeichnung KSV-LiLi) ist eine linksradikale Studentenorganisation an den österreichischen Hochschulen und eine politische Fraktion innerhalb der Österreichischen Hochschülerinnen- und Hochschülerschaft (ÖH). Sie ist aus dem Kommunistischen StudentInnenverband (KSV) entstanden und ist die Studentenorganisation der Kommunistischen Partei Österreichs (KPÖ).

## Gründung
Im Juli 2006 kam es vor dem Bundeskongress des KSV zu einer Aufspaltung in zwei Gruppen, die beide den Namen „Kommunistischer StudentInnenverband“ beanspruchten. Während der Vorbereitungen auf den Kongress entstanden Uneinigkeiten bezüglich der Satzung zwischen verschiedenen Strömungen innerhalb des KSV. Ein Teil der Wiener KSV-Mitglieder entschied sich, den Bundeskongress zu boykottieren und gründete den „Kommunistischen StudentInnenverband – Linke Liste“ (KSV-LiLi). Der KSV-LiLi orientiert sich seitdem an der Bundes-KPÖ, während der KSV-KJÖ mit der steirischen KPÖ zusammenarbeitet.

## Positionen
Laut Selbstbeschreibung versteht sich der KSV-LiLi als kommunistisch, feministisch, antifaschistisch und basisdemokratisch.
Neben der Schwerpunkte Antifaschismus und Feminismus beschäftigt der KSV-LiLi sich auch mit Themen wie Klima, Prekarität, Asyl und Migration sowie Antisemitismus. Bildungspolitisch setzt sich der KSV-LiLi unter anderem für eine Abschaffung von STEOPs, Aufnahmeprüfungen und Studiengebühren ein und fordert mehr Möglichkeiten zur studentischen Selbstorganisation.

## Der KSV-LiLi in der Österreichischen Hochschülerinnen- und Hochschülerschaft
2007 trat der KSV-LiLi erstmalig zu einer Bundes-ÖH-Wahl an, bei der er ein Mandat errang, das er seitdem verteidigen konnte. 2021 ging der KSV-LiLi mit Jessica Gasior als Listenerster in die bundesweite ÖH-Wahl und sicherte sich mit einem Wahlergebnis von 4,51 % ein zweites Mandat. Ein drittes Mandat kam 2023 mit einem Wahlergebnis von 5,21 % hinzu. Seit 2023 ist der KSV-LiLi außerdem erstmalig an der Exekutive der Bundes-ÖH beteiligt und stellt diese gemeinsam mit dem VSStÖ und der GRAS. Für den KSV-LiLi ist hier als 2. stellvertretender Vorsitzender Simon Neuhold im Vorsitzteam der Bundes-ÖH.
Ebenfalls vertreten ist der KSV-LiLi seit seiner Gründung in der ÖH an der Universität Wien. Bei der letzten ÖH-Wahl im Mai 2023 erreichte er in der Universitätsvertretung 16,28 % und damit 4 Mandate. Seit der Wahl im Mai 2021 bilden VSStÖ und KSV-LiLi eine Koalition und stellen gemeinsam die Vorsitzenden der ÖH Uni Wien. Diese führen sie auch nach der Wahl 2023 fort. Die Vorsitzende ist seit dem 1. Juli 2023 Nora Hasan (VSStÖ), ihre erste Stellvertreterin Alexandra Budanov (KSV-LiLi) und ihre zweite Stellvertreterin Magdalena Martin (VSStÖ).
Erstmals vertreten ist der KSV-LiLi seit der ÖH-Wahl 2023 auch mit einem Mandat in der ÖH an der Universität Innsbruck. Dort ist er Teil einer linken Koalition mit VSStÖ und GRAS.